# Bahnstrecke Piešťany–Vrbové
| Kursbuchstrecke (ZSSK): | 803(1978)            |                     |                     |
| Streckenlänge: | 7,910 km             |                     |                     |
| Spurweite: | 1435 mm (Normalspur) |                     |                     |
| Maximale Neigung: | 5 ‰                  |                     |                     |
| Streckengeschwindigkeit: | 40 km/h              |                     |                     |
| |                      |                     |                     |
| \| \| \| nach Žilina \| \| \| \| 0,000 \| Piešťany \| Piešťany \| \| \| \| nach Bratislava \| \| \| \| \| II/499 \| \| \| \| \| Diaľnica D1 \| \| \| \| 2,689 \| Piešťany predmestie \| Piešťany predmestie \| \| \| 5,059 \| Trebatice \| Trebatice \| \| \| \| nach Rakovice \| \| \| \| 6,790 \| Krakovany \| Krakovany \| \| \| \| II/504 \| \| \| \| 7,910 \| Vrbové \| Vrbové \| |                      |                     |                     |
| Strecke |                      | nach Žilina         | nach Žilina         |
| Bahnhof | 0,000                | Piešťany            | Piešťany            |
| Abzweig ehemals geradeaus und nach links |                      | nach Bratislava     | nach Bratislava     |
| Strecke mit Straßenbrücke (Strecke außer Betrieb) |                      | II/499              | II/499              |
| Brücke (Strecke außer Betrieb) |                      | Diaľnica D1         | Diaľnica D1         |
| Haltepunkt / Haltestelle (Strecke außer Betrieb) | 2,689                | Piešťany predmestie | Piešťany predmestie |
| Haltepunkt / Haltestelle (Strecke außer Betrieb) | 5,059                | Trebatice           | Trebatice           |
| Abzweig geradeaus und nach links (Strecke außer Betrieb) |                      | nach Rakovice       | nach Rakovice       |
| Haltepunkt / Haltestelle (Strecke außer Betrieb) | 6,790                | Krakovany           | Krakovany           |
| Bahnübergang (Strecke außer Betrieb) |                      | II/504              | II/504              |
| Kopfbahnhof Streckenende (Strecke außer Betrieb) | 7,910                | Vrbové              | Vrbové              |

Die Bahnstrecke Piešťany–Vrbové war eine Eisenbahnverbindung in der Slowakei. Sie zweigte in Piešťany von der Bahnstrecke Bratislava–Žilina ab und führte nach Vrbové. Dazu gab es eine Zweigstrecke von Trebatice nach Rakovice.

## Geschichte
Die Konzession zum Bau der Strecke Piešťany–Vrbové samt Abzweig Trebatice–Rakovice wurde vom ungarischen Handelsministerium der Budapester Firma G. Gregersen und Söhne erteilt, als die Slowakei noch Teil des Königreichs Ungarn war. Der Bau begann im Jahr 1905, am 27. Oktober 1906 wurde die Strecke eröffnet. 1951 wurde der Personenverkehr auf der Zweigbahn nach Rakovice eröffnet, der 1971/1972 wieder eingestellt wurde. Am 3. Juni 1973 wurde die Zweigbahn Trebatice–Rakovice stillgelegt. Auf der Strecke Piešťany–Vrbové wurde der Reiseverkehr am 1. April 1978 aufgegeben. Für den Bau der Autobahn D1 wurde die Strecke in den 1980er Jahren umgebaut, allerdings fand nach dem Umbau nur sporadisch Eisenbahnverkehr statt.
Anfang 2024 wurde das Gleis abgetragen. Anschließend begann der Umbau in einen Bahntrassenradweg Zelená cesta („Grüner Weg“), um eine sichere Alternative für den Fahrradverkehr zwischen Piešťany und Vrbové herzustellen, der bisher auf die parallel verlaufende Straße Cesta II. triedy 499 (II/499) angewiesen war. Die feierliche Eröffnung des etwa 7,6 km langen und etwa fünf Millionen Euro teuren Radwegs soll am 1. Mai 2025 stattfinden.